# مثلث الموت (الجزائر)
خلال حرب العشرية السوداء في الجزائر، وخاصة في السنتين 1997-1998 للميلاد، تم إطلاق اسم مثلث الموت على إحدى المناطق جنوب الجزائر العاصمة، والتي كانت زواياه الجزائر والأربعاء والبليدة، وهي المنطقة التي حدثت بها بعض من أسوأ المذابح.